# La Santissima Annunziata
La Santissima Annunziata, oratorio de Alessandro Scarlatti, escrito para solistas (SSSAT) cuerda y continuo, y estrenado en Roma en el Palazzo della Cancelleria en 1700 o 1703 con libretto de Pietro Ottoboni.
Fue estrenado el 3 de abril de 1700 en el Palazzo della Cancelleria de Roma, y repuesto posteriormente a menos en otras dos ocasiones, el 1 de abril de 1703 y el 25 de marzo de 1708. El hecho de que en un anuncio de la representación de 1700 se atribuya la autoría de la música a Giovanni Lorenzo Lulier ha hecho dudar sobre el verdadero autor de la misma, sin embargo una copia manuscrita de la partitura conservada en la Biblioteca Real de Bruselas lleva el título de Oratorio della Annunziata SS.ma a 5 con Strom.ti del señor Alessandro Scarlatti. En cualquier caso, el hecho de Giovanni Lorenzo Lulier sea el autor de la música de esa primera representación de 1700 no se ha podido verificar con total seguridad.
La partitura presenta las características propias de otros oratorios de Alessandro Scarlatti  escritos en esa época. Escrito para 5 voces solistas con el único acompañamiento de las cuerdas, se compone de 2 sinfonías instrumentales, 8 arias para Maria Vergine, 5 arias para Angelo, 3 arias para Pensiero di Verginità, Pensiero d'Humilità y Pensiero di Sospetto (para cada uno), 1 terceto, 1 dueto y 3 recitativos acompañados. Todas las arias están escritas para el tutti de cuerdas, excepto 5 que están acompañadas solo del bajo continuo pero concluyen con un ritornelo de las cuerdas.

## La Santissima Annunziata
Oratorio per soli e orchestra
| Maria Vergine         | soprano |
| Angelo                | soprano |
| Pensiero di Verginità | soprano |
| Pensiero di Humiltà   | alto    |
| Pensiero di Sospetto  | tenore  |

### Parte Prima
- Sinfonía
- Aria (Maria Vergine) - "Sommo Dio, ch’à l’huomo infido"
- Recitativo (Maria Vergine) - "Conozco, ò Nume Eterno"
- Sinfonía dell'arrivo dell'Angelo
- Recitativo (Angelo) - "Maria, ti salvi il Cielo"
- Aria (Angelo) - "Verginella fortunata"
- Recitativo (Maria Vergine) - "Che Veggio ohime"
- Aria (Maria Vergine) - "Combattuti miei pensieri"
- Recitativo (Angelo / Pensier di Sospetto) - "Non temer o Maria"
- Aria (Pensier di Sospetto) - "Nulla chiede, e nulla brama"
- Recitativo (Pensier di Sospetto) - "Ma s’a me tù non credi"
- Aria (Pensier di Virginità) - "Mia diletta chiudi il seno"
- Recitativo (Pensier di Virginità / Pensier di Humilità) - "Come in segrete foglie"
- Aria (Pensier di Humilità) - "Quel desio, che spiegò il volo"
- Recitativo (Pensier di Humilità) - "Lo sventurato, e memorando esempio"
- Terzetto (Viriginità / Humiltà / Maria Vergine) - "Nò nò, che non può"
- Aria (Maria Vergine) - "Vi chiesi consiglio"
- Accompagnato (Maria Vergine) - "O gran Dio de Portenti"
- Recitativo (Angelo) - "Se al divin voler di Maria"
- Aria (Angelo) - "Di formare altro se stesso"
- Accompagnato (Maria Vergine) - "Solo di questo core"
- Aria (Maria Vergine) - "Amo tanto il bel candore"
- Recitativo (Angelo) - "Vergine Santa al Ciel diletta"
- Dueto (Angelo / Maria Vergine) - "Tutto può chi te destina"

### Parte Seconda
- Aria (Maria Vergine) - "Ho nel petto"
- Recitativo (Maria Vergine) - "Con pace vostra, ò miei pensieri"
- Accompagnato (Maria Vergine) - "Mondo, felice mondo"
- Aria (Maria Vergine) - "Come Cedro in cima al colle"
- Recitativo (Angelo) - "Sposa a Dio, figlia a Dio"
- Aria (Angelo) - "Si cara al divin ciglio"
- Recitativo (Pensier di Sospetto) - "Maria nell’Alma tua non hà fede"
- Aria (Pensier di Sospetto) - "Io ti lascio, e mi contento"
- Recitativo (Pensier di Virginità) - "Il Pianeta maggior"
- Aria (Pensier di Virginità) - "Della colpa l’horribile fronte"
- Recitativo (Pensier di Humilità) - "Vergine bella, che di Sol vestita"
- Aria (Pensier di Humilità) - "Si vedrà men fulminante"
- Recitativo (Angelo) - "Maria lieta à bastanza"
- Aria (Angelo) - "Quell amor che il sen l’impiaga"
- Recitativo (Angelo) - "Giunta l’hora promessa"
- Aria (Pensier di Humilità) - "Bel trofeo dell’humiltà"
- Recitativo (Angelo) - "D’antica, e nuova legge"
- Aria (Pensier di Virginità) - "Virginità feconda"
- Recitativo (Angelo) - "Ma pur l’immenso Amore"
- Aria (Pensiero di Sospetto) - "L’innocenza esposta al danno"
- Recitativo (Maria Vergine) - "Ah’ nò pensieri nò"
- Aria (Angelo) - "Alma forte, che il pensiero"
- Recitativo (Angelo) - "Cinto d’aspre catene"
- Aria (Maria Vergine) - "Stesa à piè del Tronco amaro"
- Accompagnato (Maria Vergine) - "Mortali, à voi consegno"
- Aria (Maria Vergine) - "Nella Patria de’ contenti"

Alessandro Scarlatti

## Libretto
- libretto RAI.pdf (enlace roto disponible en Internet Archive; véase el historial, la primera versión y la última).
- Scarlatti, Alessandro / Ottoboni, Pietro: Oratorio per la Santissima Annunziata, Roma, 1708 (enlace roto disponible en Internet Archive; véase el historial, la primera versión y la última).

## Grabaciones
Alessandro Scarlatti: La Santissima Annunziata. Europa Galante, Fabio Biondi. Misteria Paschalia Collection, MPC 002
- Datos: Q5965204